# 復仇者 (電視劇)
《復仇者》（英語：The Avengers）是英國自1961年至1969年（自1966年為止均為黑白攝製，1967年起改以彩色製播）期間，由獨立電視台成員聯合英國公司（Associated British Corporation）製播的電視影集，全6季共161集。台灣曾於1970年代，由中視播出第五季起的內容。

## 概要
本劇首季開播最初的主角，原本是伊恩·漢德瑞（Ian Hendry）所飾演，為了查出未婚妻遭殺害真相並誓言復仇的法醫大衛·基爾（Dr. David Keel），以及由派屈克·麥克尼（Patrick Macnee）所飾演的臥底諜報員約翰·史提（John Steed）兩人。
但自第二季起由於主角伊恩·漢德瑞無法繼續參與演出，造成劇情走向開始改弦易轍。第二季開始將原為次要角色的史提改為男主角，並開始搭配另外一名女性搭檔，自第四季起，正式轉變為設定成英國紳士優雅風格的史提，與他的女性搭檔合作辦案的單元故事路線。劇中史提的主要歷任女性搭檔，包括第2季至第3季為赫娜·布萊克曼飾演的凱西·蓋爾，第4季至第6季第1集為黛安娜·瑞格飾演的艾瑪·皮爾夫人（Mrs. Emma Peel），第6季第2集後為琳達·索森（Linda Thorson）飾演的塔拉·金。本作品則是於第5季起開始以彩色攝製。
1976年至1977年，獨立電視台拍攝了新版《新復仇者》，共兩季。
1998年，本片由好萊塢改拍為電影版本，由雷夫·范恩斯、鄔瑪·舒曼、史恩·康納萊主演。
2007年，《復仇者》在電視指南雜誌的最佳電視節目排行中排名第20位。另外在2024年，則傳出本片將推出重啟版本，但目前並無後續消息。

## 外部連結
- 互联网电影数据库（IMDb）上《The Avengers》的资料（英文）
- The Avengers Episode Guide （页面存档备份，存于） (all series)
- The Fashion Guide of Seasons 4 – 6 （页面存档备份，存于）
- Episode guide and trivia （页面存档备份，存于）
- 《復仇者 (電視劇)》 ，BFI的Screenonline
- 中的“The Avengers”
- TheAvengers.TV （页面存档备份，存于） – An International Family of Websites Devoted to The Avengers
- Avengers Artland （页面存档备份，存于）
- Avengers: The Journey Back （页面存档备份，存于）
- Avengers the Journey Back Clips （页面存档备份，存于）
- Stapleford Miniature Railway Leics Location of the "Grave diggers" episode （页面存档备份，存于）
- The Avengers Blog,  Department of Media, University of Chichester （页面存档备份，存于）
- Official Website of Ian Hendry （页面存档备份，存于）